# Louis Gallet
Louis Gallet, född den 14 februari 1835 i Valence, död den 16 oktober 1898 i Paris, var en fransk librettist och skriftställare.
Gallet arbetade som ung i sin hemstad som lärare och korrekturläsare. 1857 publicerade han under pseudonym diktsamlingen Gioventù och flyttade sedan till Paris. Där var han verksam inom sundhetsväsendet, ledde under lång tid Hôpital Lariboisière och erhöll slutlig rang av inspektor.
Därjämte författade han romaner, dikter och ett drama. 1868 började han sin bana som librettist. Tillsammans med Édouard Blau skrev han texten till Georges Bizets opera La Coupe du Roi de Thulé. 1870 följde librettot till Le Kobold av Ernest Guiraud. 1871 lärde han känna Camille Saint-Saëns, som gav honom uppdraget att skriva librettot till La Princesse jaune och rekommenderade honom till musikkritiker i Nouvelle Revue.
I fortsättningen författade Gallet ytterligare libretton för Saint-Saëns, för Charles Gounod, Eugène Diaz, Victorin Joncières och Lucien Lambert. Flera libretton skrev han för Jules Massenet, däribland en adaption av Le Cid (1885) av Pierre Corneille och Thaïs efter romanen av Anatole France. Under 1890-talet offentliggjorde han två självbiografiska band.

## Libretti
- La Coupe du Roi de Thulé, (Georges Bizet), 1868
- Le Kobold med Charles Nuitter (Ernest Guiraud), 1870
- Djamileh, (Georges Bizet), 1872
- La Princesse jaune, (Camille Saint-Saëns), 1872
- La Coupe du roi de Thulé med Édouard Blau, (Eugène Diaz), 1873
- Marie-Magdeleine, Oratorium, (Jules Massenet), 1873
- Cinq-Mars med Paul Poirson (Charles Gounod), 1877
- Eve (Jules Massenet), 1875
- Le Roi de Lahore (Jules Massenet), 1877
- Le Cid med Édouard Blau och Adolphe Dennery (Jules Massenet), 1885
- Thaïs (Jules Massenet), 1894
- Le Déluge, bibliskt poem (Camille Saint-Saëns), 1876
- Ascanio, efter Benvenuto Cellini av Paul Meurice, (Camille Saint-Saëns), 1890
- Déjanire (Camille Saint-Saëns), 1898

## Andra verk
- Gioventù, dikter, 1857
- Notes d'un librettiste, minnen, 1891
- Guerre et Commune, impressions d'un hospitalier, minnen, 1898